# Liste von Persönlichkeiten der Stadt Bad Salzungen
Die Liste von Persönlichkeiten der Stadt Bad Salzungen enthält Personen, die in der Geschichte der thüringischen Stadt Bad Salzungen eine nachhaltige Rolle gespielt haben. Es handelt sich dabei um Persönlichkeiten, die Ehrenbürger von Bad Salzungen sind oder hier geboren wurden bzw. hier gewirkt haben.
Für die Persönlichkeiten aus den nach Bad Salzungen eingemeindeten Ortschaften siehe auch die entsprechenden Ortsartikel.

## Ehrenbürger
- Philipp Wagner (1829–1906), Badearzt und Präsident des Thüringer Bäderverbandes
- Paul von Hindenburg (1847–1934), Generalfeldmarschall (Gemeinsam mit 82 anderen Thüringer Städten anlässlich seines 70. Geburtstages am 2. Oktober 1917)[1]
- Arno Nennstiel (* 22. April 1930; † 4. Mai 2021 in Unterbreizbach), Mediziner[2][3]

## Söhne und Töchter der Stadt
- Heinrich VII. von Kranlucken (1303–1372), von 1353 bis 1372 Fürstabt von Fulda
- Andreas Fulda (1534–1596), Philologe und evangelischer Theologe
- Eckard Leichner (1612–1690), Mediziner und Hochschullehrer
- Friedrich Hoßfeld (1636–1697), Jurist
- Johann Theodor Roemhildt (1684–1756), Komponist
- Johann Elias Greifenhahn (1687–1749), Hochschullehrer an der Universität Jena
- Johann Christian Sulzberger (1730–1803), Gründer der Dr. Sulzberger'schen Armen- und Krankenstiftung und Erfinder der Salzunger Tropfen
- Johann Christian Hofmann (1739–1792), Wirklicher Geheimrat in Coburg
- Ernst Julius Walch (1751–1825), Superintendent
- Christian Friedrich Ruppe (1753–1826), Musiker und Komponist
- Johannes Walch (1760–1829), Geistlicher und Pädagoge in Schweina
- Christian Schüler (1798–1874), Jurist und Mitglied der Frankfurter Nationalversammlung
- Ludwig Wucke (1807–1883), Mundartdichter und Sagenforscher
- Ludwig Heim (1844–1917), Architekt
- Karl Schulz (1844–1929), Jurist, Bibliothekar und Bibliotheksdirektor
- Karl Zeitz (1844–1912), Reichstagsabgeordneter
- Richard Mühlfeld (1856–1907), Musiker
- Otto Brandt (1868–1924), Nationalökonom
- Johann Robert Korn (1873–1921), Bildhauer
- Heinrich Eckardt (1877–1957), Unternehmer und Politiker (SPD)
- Heinrich Beck (1878–1937), Ingenieur und Erfinder der Beck-Bogenlampe und des -Scheinwerfers
- Carl Eckardt (1882–1958), Politiker (USPD; KPD), Reichstagsabgeordneter
- Fritz Wagner (1895–1962), Maschinenschlosser, Reichsbanner-Funktionär und Parteifunktionär (SPD/SED)
- Günther Morgenweck (1909–1944), deutscher Pflanzenwissenschaftler
- Gerhard Unger (1916–2011), Tenor
- Hans Hattop (1924–2001), Maler und Grafiker
- Egbert Kieser (* 1928), Autor
- Dieter Scharfenberg (1932–2012), Regisseur, Szenarist und Autor
- Klaus Heller (1937–2023), Historiker und Hochschullehrer
- Albrecht Fölsing (1940–2018), Physiker und Wissenschaftsjournalist
- Marianne Sandig (1941–2005), Gewerkschafterin (FDGB)
- Friedrich-Leopold von Stechow (* 1942), Wirtschaftsjurist und Unternehmer
- Axel Kutsch (* 1945), Schriftsteller
- Thomas Hertel (1951–2024), Komponist
- Hans-Ulrich Jörges (* 1951), Journalist (Stern)
- Thomas Rug (* 1953), Zeichner, Grafiker und Maler und vormals Hochschullehrer
- Uwe Reipert (* 1960), Grafiker und Heraldiker
- Klaus Bohl (* 1962), Bürgermeister von Bad Salzungen
- Rüdiger Erben (* 1967), Politiker (SPD)
- Stefan Stößel (* 1970), Maler und Grafiker
- Steffen Skel (* 1972), Rennrodler
- Anja Müller (* 1973), Politikerin (Die Linke), MdL
- Katy Walther (* 1974), Journalistin und Politikerin (Bündnis 90/Die Grünen)
- Alexander Zickler (* 1974), Fußballer und deutscher Nationalspieler
- Mark Zimmermann (* 1974), Fußballer und Trainer
- Christian Hirte (* 1976), Politiker (CDU), MdB
- Ronny Ackermann (* 1977), Nordischer Kombinierer
- Marcus Malsch (* 1978), Politiker (CDU), MdL und Sportfunktionär
- Jana Sillmann (* 1978), Geoökologin und Klimatologin
- Matthias Lier (* 1979), Schauspieler
- Anke Wirsing (* 1980), Politikerin (BSW, zuvor Die Linke)
- Andreas Patz (* 1983), Fußballtrainer
- Philipp Marschall (* 1988), Biathlet und früherer Skilangläufer
- Thomas Bing (* 1990), Skilangläufer
- Benjamin Fuß (* 1990), Fußballspieler
- Christian Schaft (* 1991), Politiker (Die Linke)
- Manuel Bittdorf (* 1994), Sänger Betterov

## Persönlichkeiten, die mit der Stadt in Verbindung stehen
- Johann Heinrich Rumpel (1650–1699), Dichter und Pfarrer, Superintendent von Salzungen
- Rudolf Hertel (1826–1885), Bürgermeister und Oberbürgermeister von Salzungen (1861–1885), Abgeordneter im Sachsen-Meiningischen Landtag, in Bad Salzungen ist die Hertelstraße nach ihm benannt
- Alexander von Fielitz (1860–1930), Komponist, starb in Bad Salzungen
- Hans-Dieter Fritschler (1941–2021), 1. Sekretär der SED-Kreisleitung Bad Salzungen (1982–1989), Titelcharakter von Der Erste (1988) von Landolf Scherzer
- Uwe Krell (* 1964), Politiker (AfD), Mitglied des Stadtrats von Bad Salzungen
- Mark Ashley (* 1973), Popsänger, lebt in Bad Salzungen
- Pascal Wloch (* 1978), Politiker (AfD), Mitglied des Stadtrats von Bad Salzungen